# Ilon Wikland

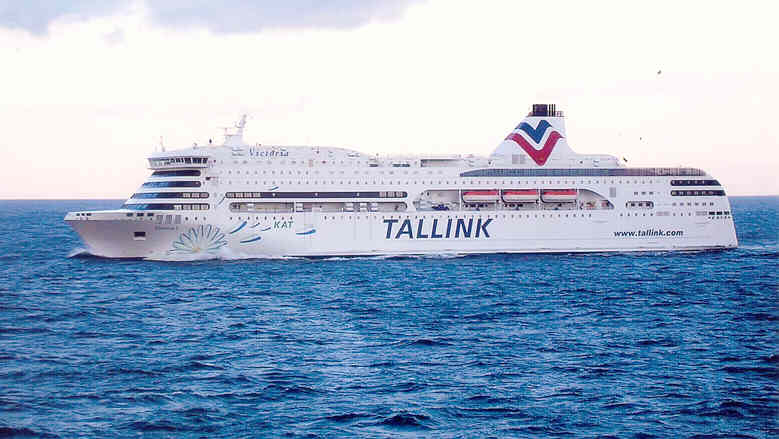
M/S Victoria I, med skrovmålning av Ilon Wikland

Maire Ilon Wikland, född Pääbo 5 februari 1930 i Tartu i Estland, är en svensk illustratör. Hon är främst känd för sina illustrationer till Astrid Lindgrens och Edith Unnerstads böcker. För Lindgren har hon bland annat illustrerat Barnen i Bullerbyn, Bröderna Lejonhjärta och Ronja rövardotter. 2009 invigdes museet Ilons sagoland i den estniska staden Hapsal.

## Biografi
Ilon Wiklands föräldrar var civilingenjör Max Pääbo och konstnären Vida Juse. Fadern var syssling till Svante Pääbos morfar. När hon var åtta år skildes föräldrarna och fadern gifte om sig medan modern flyttade till Italien. Ilon Wikland bodde efter det hos sina farföräldrar i Hapsal. Hon kom till Sverige och Stockholm som krigsflykting vid fjorton års ålder år 1944. I Sverige fick hon hjälp av sin faster Valentine Pääbo Laroche, som lät henne bo i sin lägenhet på Odengatan. Via fasterns kontakter antogs hon på Skolan för bok- och reklamkonst, där hon utbildade sig för Akke Kumlien åren 1944–1946. Hon studerade även vid Signe Barths målarskola 1952–1953 och 1956 samt gjorde ett stort antal studieresor i Europa. Wikland är representerad vid bland annat Göteborgs konstmuseum, Nationalmuseum, Postmuseum, Nordiska museet i Stockholm, Mölndals stadsmuseum och Kulturen.
Wikland har fyra döttrar.

## Samarbete med Lindgren och Unnerstad
Ilon Wikland är främst känd för sina illustrationer av Astrid Lindgrens och Edith Unnerstads böcker. Wikland är den illustratör som Astrid Lindgren arbetade allra mest med. Av Lindgrens böcker har hon illustrerat: Barnen i Bullerbyn (med undantag av de ursprungliga kapitelböckerna, som illustrerats av Ingrid Vang Nyman), Barnen på Bråkmakargatan, Bröderna Lejonhjärta, Karlsson på taket, Madicken, Mio min Mio, Ronja rövardotter, Saltkråkan, Skinn Skerping – hemskast av alla spöken i Småland, Draken med de röda ögonen, Jag vill också ha ett syskon, Kajsa Kavat hjälper mormor och Nils Karlsson Pyssling flyttar in. Hennes register är brett; hon har illustrerat såväl samlingar med söndagsskolesånger (Vi sätter oss i ringen) som Maj-Briht Bergström-Walans sexualupplysningsbok Sex: samlevnadskunskap för barn i förskolåldern.

## Övriga samarbeten
Wikland har skildrat sin barndom i boken Den långa, långa resan från 1995, skriven tillsammans med barnboksförfattarinnan Rose Lagercrantz. Boken sattes upp som barnopera på Kungliga Operan våren 2017. I bilderböckerna om Sammeli har Wikland gjort både text och bild (Var är Sammeli, 1995, Sammeli, Epp och jag, 1997, och Sammeli, bada! 2001). Under senare år har Wikland illustrerat Mark Levengoods böcker, "Sucka mitt hjärta men brist dock ej" 2006 samt "Hjärtat får inga rynkor" 2008. Hon har illustrerat böcker av Marita Lindquist och Hans Peterson.
Wikland har även illustrerat skrovmålningarna på Tallinks fartyg M/S Victoria I samt barnens lekrum. Wikland var den som döpte båten 2004 och är dess gudmor. 

## Ilons sagoland
År 2004 bestämde sig Ilon Wikland för att donera sina cirka 800 bokillustrationer i original till den estniska staten, och i ett gammalt vackert hus som ägs av länsmuseet skulle dessa ställas ut. Den första juli 2009 invigdes museet Ilons sagoland, i staden Hapsal i Estland. Hapsal är den stad där Wikland tillbringade en stor del av sin barndom. På museet kan man bland annat se hennes illustrationer, se in i Karlssons rum och leka i verkstaden. Det finns också en stor scen, sagobrunn och en filmsal.

## Stil och inspiration
Wikland är mycket noga med detaljer för att hitta det som fångar en figurs karaktär. De rufsiga Mattisrövarna i Ronja rövardotter fann hon i kön på Systembolaget och Karlsson på taket på marknadsplatsen Hallarna i Paris. Ofta har hon också målat av sina egna döttrar och använt i sina böcker.

## Priser och utmärkelser
- Elsa Beskow-plaketten, 1969[14]
- Expressens Heffaklump, 1986
- Astrid Lindgrens Värld-stipendiet, 1988
- Vita stjärnans orden av 3. klassen, 2 februari 2001
- Illis Quorum, 2002
- Nacka kulturpris, 2003[15]
- Sjösalapriset 2004[16]
- S:t Eriksmedaljen
- Stockholm stads hederspris, 2014[17]
- Svenska förläggareföreningens hederspris, 2018[18]